# PTON!
PTON!（プトン!）は、日本のロックバンド。1987年結成、1995年解散。メンバー全員が徳島県出身。

## 概要
1987年に徳島県にて当時高等学校在学中だった森岡純が中心となって結成した。バンド名の由来はイギリスのミュージシャンエリック・クラプトンに因む。1988年に開催されたヤマハ音楽振興会主催の「TENNS' MUSIC FESTIVAL」に出演し熱演賞を受賞する。
翌1989年に横浜市で開催された「YOKOHAMA HIGH SCHOOL HOTWAVE FESTIVAL」（現在のYHMF）に出場した際に、メジャーレーベルであるバップからスカウトを受ける。その後シンコー・ミュージックに所属し、1991年に笹路正徳のプロデュースによりシングル「Da・I・Su・Ki」をリリースしメジャーデビューを果たした。1994年に東芝EMI（後のEMIミュージック・ジャパン）に移籍するも、翌1995年に解散した。
なお、レコード会社移籍のため幻となった3rdアルバムでは、森岡純と奥居香（プリンセスプリンセス）のデュエットソングも収録されていた。

## メンバー
- 森岡純（1971年9月17日 - ）- ヴォーカル
  - 森岡姉妹の妹。解散後はソロ活動を経て、元PERSONZの本田毅、元G.D.FLICKERSの本田聡と共に「GITANE」を結成[3]。ソロ歌手として2000年に「Little Viking（リトル・バイキング）」名義で再度インディーズからデビューし、2002年にメジャーデビュー。この芸名はレコーディング時にスウェーデン人のスタッフから本人の顔が『小さなバイキングビッケ』の主人公に似ていると言われたことから付けられた[4][5]。その後はスウェーデンのストックホルムに移住し、スウェーデン人の男性と結婚。以後同地で「エルディング純（JUN ELDING）」名義で音楽活動や小学校の音楽教師として活動している。
- 朝三憲一（1971年5月2日 - ）- ギター
  - 解散後はソロ活動を経て関東地区で展開するABCミュージックスクールのギター教室の講師として活動している。
- 大沢朗（1971年9月21日 - ）- ベース
- 関口源八（1971年7月8日 - ）- ドラムス
  - 解散後はソロ活動を経て、「Flying Dutchman」を結成し再メジャーデビュー。解散後は音楽プロデューサーとして活動。
- 森岡三知（1969年6月30日 - ）キーボード
  - 森岡姉妹の姉。メンバー最年長。

## タイアップ一覧
| 使用年 | 曲名                           | タイアップ                                                            |
| ------ | ------------------------------ | --------------------------------------------------------------------- |
| PTON!  |                                |                                                                       |
| 1994年 | ここから始まる                 | テレビ朝日系『ウィークエンドライブ 週刊地球TV』エンディングテーマ     |
| 1994年 | ス・ヤ・ス・ヤ・アドベンチャー | 関西テレビ・フジテレビ系『さんまのまんま』エンディングテーマ          |
| 1994年 | 私はあなたを好きになる         | 朝日放送テレビ・テレビ朝日系『闘え!脳筋カップルズ』エンディングテーマ |
| 1994年 | 私はあなたを好きになる         | テレビ朝日系『邦子と徹のあんたが主役』エンディングテーマ              |
| 1995年 | MY SWEET HONEY                 | 日本テレビ系『どんまい!! VARIETYSHOW&SPORTS』テーマソング             |